# Ludovico Scarfiotti
Ludovico Scarfiotti, italijanski dirkač Formule 1, * 18. oktober 1933, Torino, Italija, † 8. junij 1968, Berchtesgaden, Nemčija.
Ludovico Scarfiotti je pokojni italijanski dirkač Formule 1. Kariero v Formuli 1 je začel v sezoni 1963 pri Ferrariju z debijem na Veliki nagradi Nizozemske, toda dobival je priložnost le na eni ali dveh dirkah sezone. Kljub temu mu je na domači Veliko nagrado Italije v sezoni 1966 uspelo doseči svojo edino zmago kariere. Leta 1968 se je smrtno ponesrečil na dirki pri Roßfeldhöhenringstraßeju.

## Popolni rezultati Formule 1
(legenda) (odebeljene dirke pomenijo najboljši štartni položaj, poševne pa najhitrejši krog, †-uvrščen kljub odstopu)
| Leto | Moštvo                | Šasija           | Motor        | 1       | 2     | 3     | 4       | 5   | 6       | 7     | 8     | 9       | 10      | 11  | 12  | Prv | Toč |
| ---- | --------------------- | ---------------- | ------------ | ------- | ----- | ----- | ------- | --- | ------- | ----- | ----- | ------- | ------- | --- | --- | --- | --- |
| 1963 | Scuderia Ferrari      | Ferrari 156      | Ferrari V6   | MON     | BEL   | NIZ 6 | FRA DNS | VB  | NEM     | ITA   | ZDA   | MEH     | JAR     |     |     | 16. | 1   |
| 1964 | Scuderia Ferrari      | Ferrari 156      | Ferrari V6   | MON     | NIZ   | BEL   | FRA     | VB  | NEM     | AVT   | ITA 9 | ZDA     | MEH     |     |     | -   | 0   |
| 1965 | Scuderia Ferrari      | Ferrari 1512     | Ferrari V12  | JAR     | MON   | BEL   | FRA     | VB  | NIZ     | NEM   | ITA   | ZDA     | MEH DNS |     |     | -   | 0   |
| 1966 | Scuderia Ferrari      | Ferrari Dino 246 | Ferrari V6   | MON     | BEL   | FRA   | VB      | NIZ | NEM Ret |       |       |         |         |     |     | 10. | 9   |
| 1966 | Scuderia Ferrari      | Ferrari 312/66   | Ferrari V12  |         |       |       |         |     |         | ITA 1 | ZDA   | MEH     |         |     |     | 10. | 9   |
| 1967 | Scuderia Ferrari      | Ferrari 312/67   | Ferrari V12  | JAR     | MON   | NIZ 6 | BEL NC  | FRA | VB      | NEM   | KAN   |         |         |     |     | 21. | 1   |
| 1967 | Anglo American Racers | Eagle T1G        | Weslake V12  |         |       |       |         |     |         |       |       | ITA Ret | ZDA     | MEH |     | 21. | 1   |
| 1968 | Cooper Car Company    | Cooper T86       | Maserati V12 | JAR Ret |       |       |         |     |         |       |       |         |         |     |     | 16. | 6   |
| 1968 | Cooper Car Company    | Cooper T86B      | BRM V12      |         | ŠPA 4 | MON 4 | BEL     | NIZ | FRA     | VB    | NEM   | ITA     | KAN     | ZDA | MEH | 16. | 6   |